# Pfarrkirche St. Johann am Wimberg

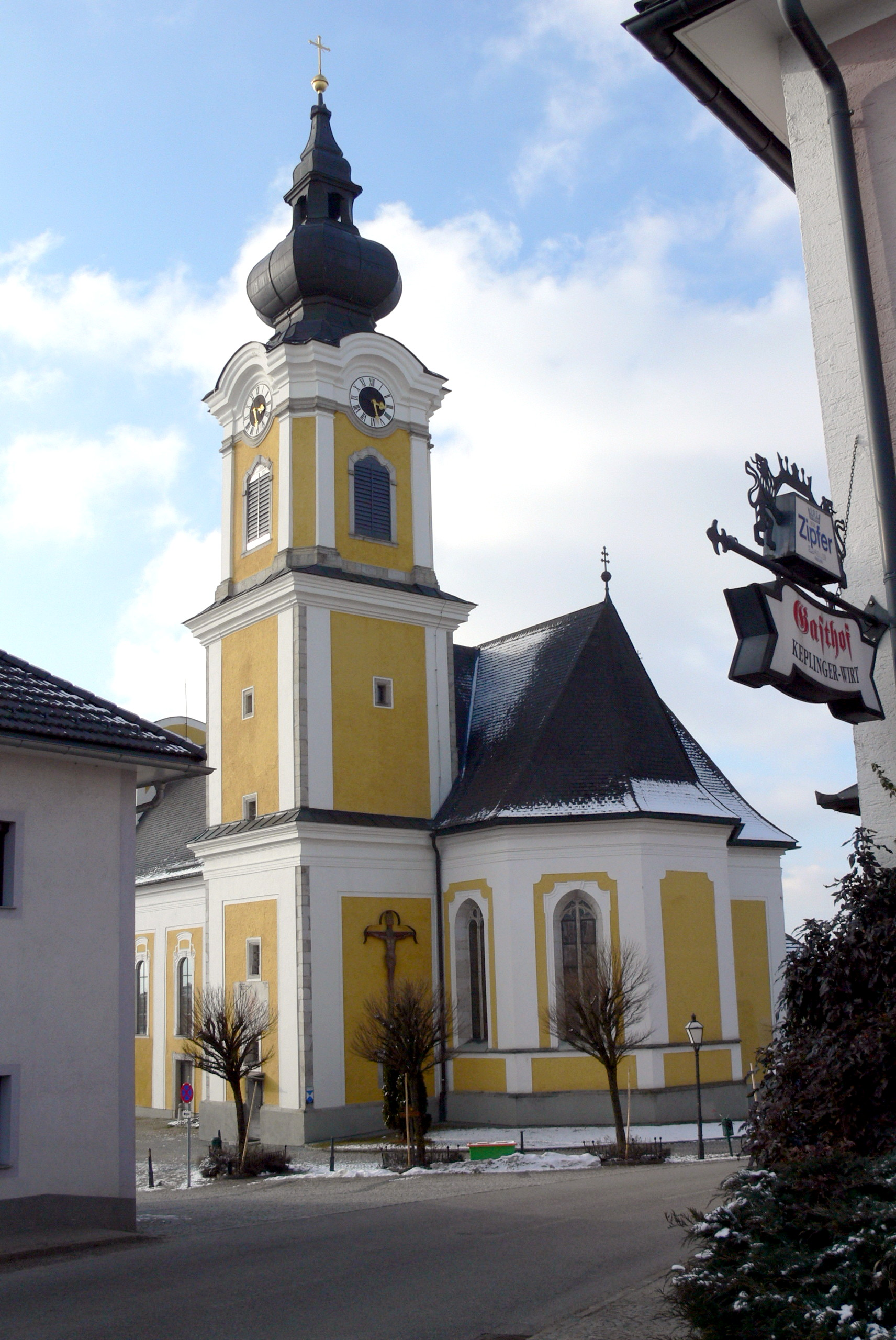
Blick von Südosten

Die Pfarrkirche St. Johann am Wimberg steht im Zentrum der Gemeinde St. Johann am Wimberg im Bezirk Rohrbach in Oberösterreich. Die dem hl. Johannes dem Täufer geweihte römisch-katholische Pfarrkirche gehört zum Dekanat St. Johann am Wimberg in der Diözese Linz und steht unter Denkmalschutz (Listeneintrag).

## Geschichte
Die erste historisch gesicherte Nennung von St. Johann am Wimberg ist ein Vermerk aus dem Jahr 1147 in der sogenannten Kirchweihchronik des Stiftes Sankt Florian. Am 1. Jänner dieses Jahres erfolgte die Weihe der Kirche durch Bischof Reginbert von Passau. Das Gotteshaus stand unter der Abhängigkeit der Mutterpfarre Niederwaldkirchen und des Stiftes St. Florian. Im Zuge der Gegenreformation wurde St. Johann im frühen 17. Jahrhundert zur eigenständigen Pfarre erhoben. Die ursprüngliche Kirche bzw. ein späterer Umbau wurde um 1510 gotisch erweitert. 1710 wurde die Kirche unter Pfarrer Augustin Adam Prechenmacher barockisiert. Die letzte umfangreiche Generalsanierung fand im Frühherbst 1996 ihren Abschluss.

## Architektur
Obgleich das Kirchenäußere einen einheitlich wirkenden Gesamteindruck besitzt, wurde die Kirche doch mehrmals erweitert und umgestaltet. Vom romanischen Bau stammt noch der vordere Teil des sockellosen Langhauses bis zur Höhe der Fenster. Der spätgotische zweijochige Chorraum aus der Zeit um 1510 mit 5/8-Schluss besitzt ein reiches Netzrippengewölbe und keilartig eingezogene Strebepfeiler. Eine Spitzbogenarkade öffnet den Chor hin zur sogenannten „Andreaskirche“. Diese nördlich angebaute einjochige Seitenkapelle mit Parallelnetzrippengewölbe wurde etwa zeitgleich mit dem Chor errichtet.
Das einschiffige, fünfjochige Langhaus mit Stichkappentonnengewölbe ist das Ergebnis einer Barockisierung aus dem Jahr 1710. Es wurde außen mit einer barocken Blendfassade samt markantem Segmentgiebel sowie einer sich um das gesamte Gebäude ziehende Lisenengliederung und Fensterrahmungen aus Stuck versehen. Die Joche werden im Inneren durch flache Pilaster mit Volutenkapitellen abgetrennt, über denen eine kurze Attika mit Gesimsen folgt, auf welchen die Jochbögen ruhen. Das östlichste Joch besticht durch eine querschiffartige, am Außenbau nicht in Erscheinung tretende Erweiterung, welche durch eine Reduzierung der Mauerstärke und eine Querstellung der Pilaster hervorgerufen wird.

## Ausstattung

### Hochaltar
Der schwarz-gold gefasste Hochaltar mit seinen marmorierten Säulen nimmt die gesamte Breite des Presbyteriums in Anspruch und wurde in mehreren Etappen errichtet. Der doppelsäulige Mittelbau mit Sprenggiebeln und einem Aufsatz in Portalform im Stil des endenden Hochbarocks stammt aus dem ersten Viertel des 18. Jahrhunderts. Um 1770 wurden seitlich Volutenbögen mit Rocailleornamenten angefügt, welche außen auf Wandsäulen aufsitzen.
Das Hochaltarblatt mit der Taufe Christi sowie das Aufsatzbild Gottvater mit Engeln aus der Zeit um 1700 gelten als Werk des Malers Michael Wenzel Halbax. Seitlich des Hauptbildes befinden sich Skulpturen der Apostelfürsten Petrus und Paulus, über den Durchgängen die hll. Barbara und Elisabeth. Die hl. Barbara findet sich als Pendant zur hl. Katharina von Alexandrien nochmals neben dem Aufsatzbild.

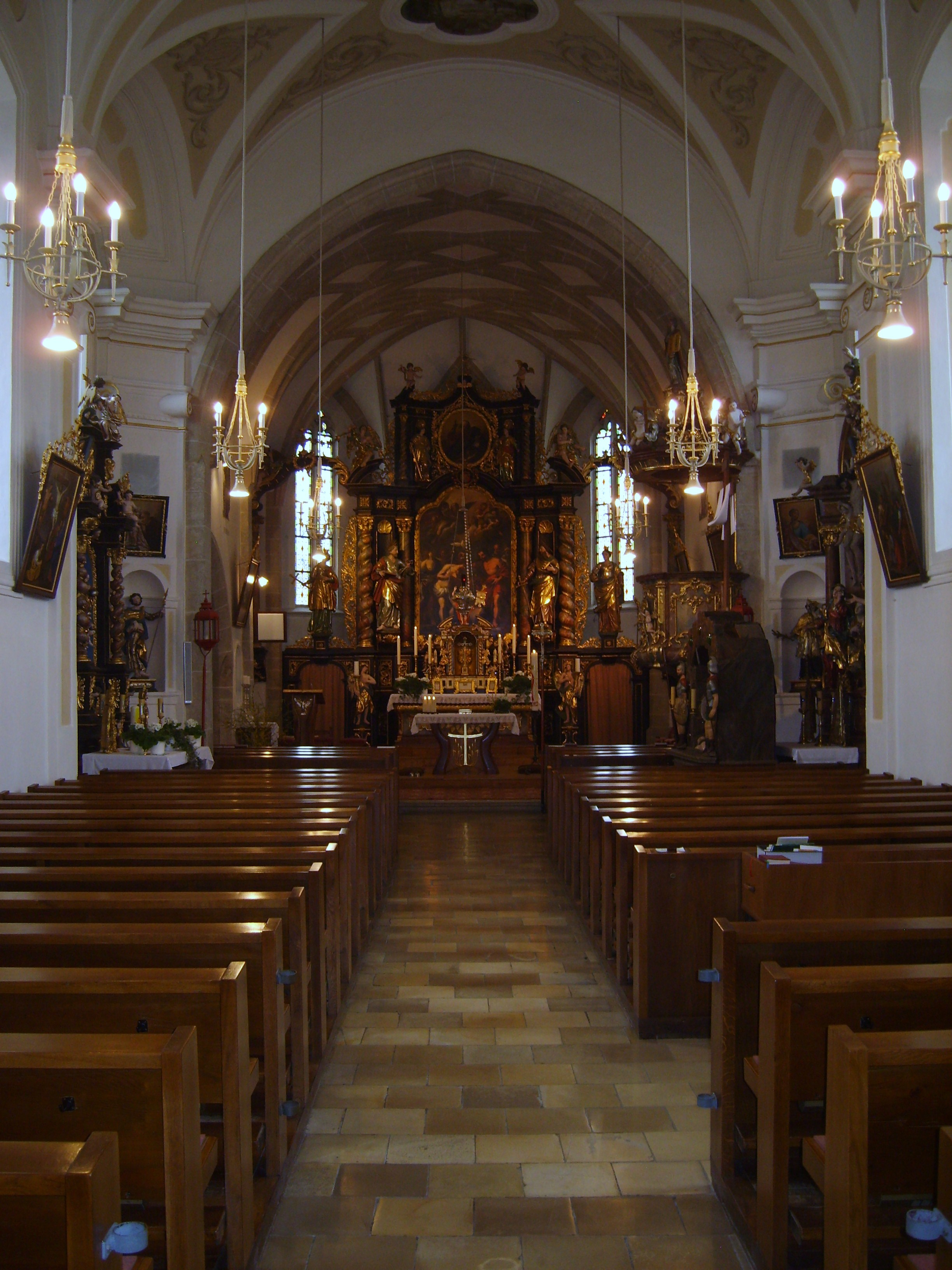
Blick Richtung Chor

### Marienaltar
Der stilistisch älteste Altar der Kirche ist der nördliche Marienaltar aus dem Jahr 1699. Das Altarretabel besitzt wie der Hochaltar eine Fassung in schwarz-gold sowie marmorierte Säulen. Im Zentrum befindet sich anstelle eines Gemäldes eine Figurengruppe der Krönung Mariens durch die heiligste Dreifaltigkeit, begleitet von zwei Putti. Zuseiten der Säulen stehen Statuen der hll. Josef und Joachim. Unter dem Mittelfeld ist eine Nische eingebaut, welche eine Liegefigur der hl. Rosalia birgt. Die Nischenfiguren neben dem Altar stellen die Evangelisten Johannes und Matthäus dar. Über den Nischen sind Ölgemälde angebracht. Das linke Bild zeigt die hl. Anna beim Unterrichten ihrer Tochter Maria (19. Jh.), das gegenüberliegende den hl. Antonius von Padua mit dem Jesuskind (18. Jh.).

### Kreuzaltar
Der südliche Altar im Stil des Rokoko aus der Zeit um 1770 mit braun-marmorierter Fassung ist der Kreuzigung Christi gewidmet. Das zentrale Kruzifix mit Maria, dem Lieblingsjünger Johannes und Maria Magdalena ist von weinenden Putti und Engeln mit Leidenswerkzeugen umgeben. Im Auszug thront Gottvater. Die Nischen seitlich des Altars bergen etwa gleichzeitig entstandene Skulpturen der hll. Johannes Nepomuk und Leonhard. Das östliche Gemälde der hl. Apollonia stammt wieder aus dem 18. Jahrhundert, während das Gegenstück mit dem hl. Aloisius im 19. Jahrhundert gemalt wurde.

### Kanzel
Etwa zeitgleich mit dem Kreuzaltar dürfte die marmorierte Kanzel am Chorbogen entstanden sein. Den vornehm geschwungenen Kanzelkorb mit Rocailleornamenten ziert eine Kartusche mit Tiara und Mitra, flankiert von Engeln mit dem päpstlichen Kreuzstab und einem Bischofsstab. Auf dem Schalldeckel sitzen Engel mit Kreuz, Anker und Herz als Allegorien für die drei göttlichen Tugenden Glaube, Hoffnung und Liebe. Die Bekrönung stellt eine Skulptur von Mose mit den Gesetzestafeln dar.

### Kreuzweg
Auf Bestreben von Pfarrer Josef Perndl wurde 1947 ein neuer Kreuzweg angeschafft. Die 1841 von Franz Xaver Bobleter gemalten Kreuzwegstationen wurden der Pfarre Wolfern abgekauft und in die bereits vorhandenen Rokokorahmen eingepasst.

### Weitere Ausstattung
Die Weihnachtskrippe ist eine große Kastenkrippe, welche von einem Verwandten des Pfarrers Franz Wöss (1920–1936) gebaut und von Pfarrer Josef Perndl (1939–1954) ausgestaltet wurde. Der hohe Krippenstall wird flankiert von zwei Palmen. Auf dem Krippenberg befinden sich ein Hirtenfeld mit Verkündigungsengel sowie die Stadt Bethlehem bzw. das himmlische Jerusalem.
Seit 2017 wird jährlich ab Aschermittwoch auch eine Fastenkrippe mit aus Gips gegossenen „Loammandln“ aufgestellt, angefertigt von einem Jugendlichen der Pfarre. Zu sehen sind Szenen vom Einzug in Jerusalem bis hin zur Auferstehung.
Das Hl. Grab mit versperrbarem Tabernakel konnte 1907 durch Spenden mehrerer Wohltäter angeschafft werden.

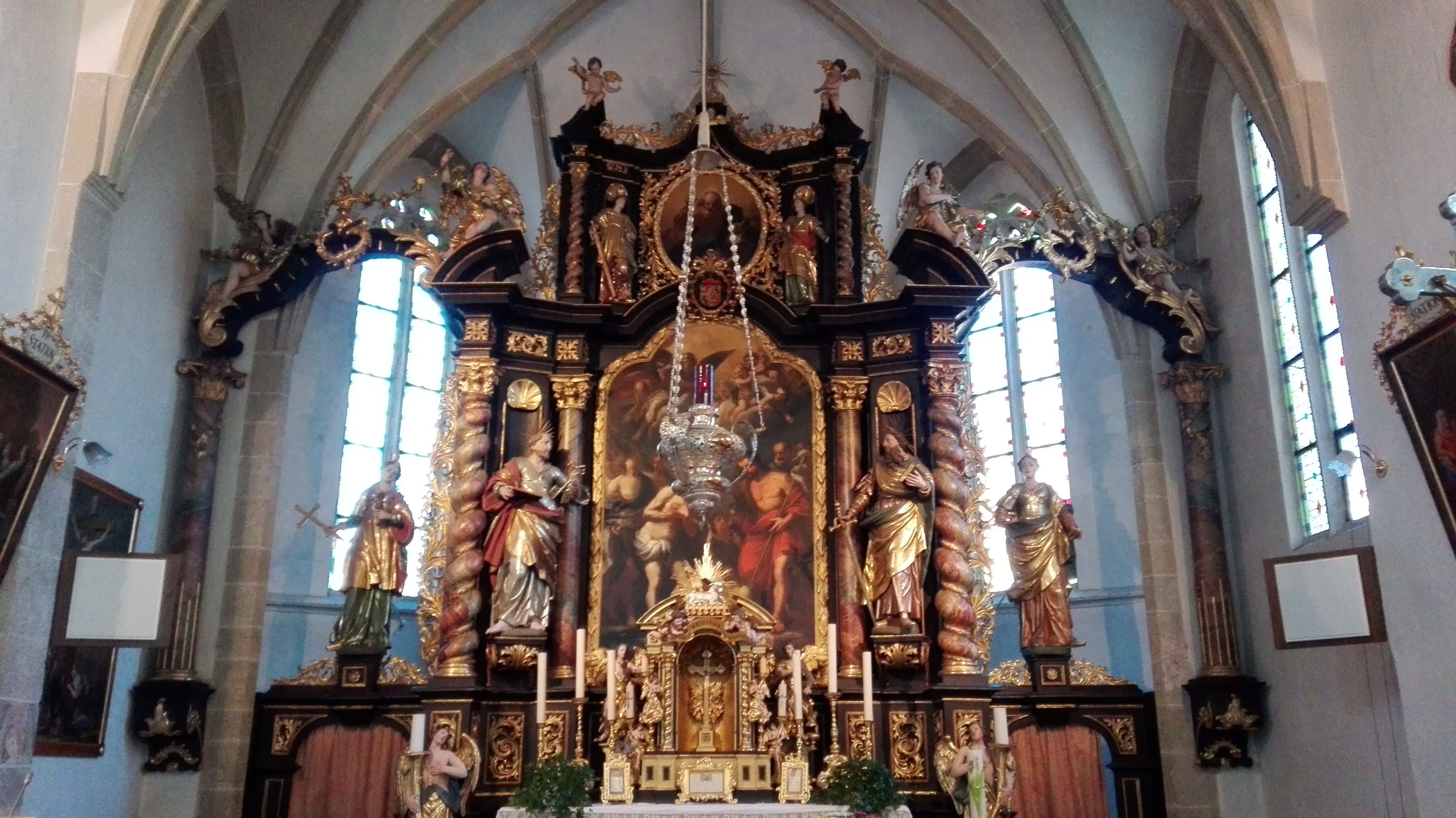
Hochaltar
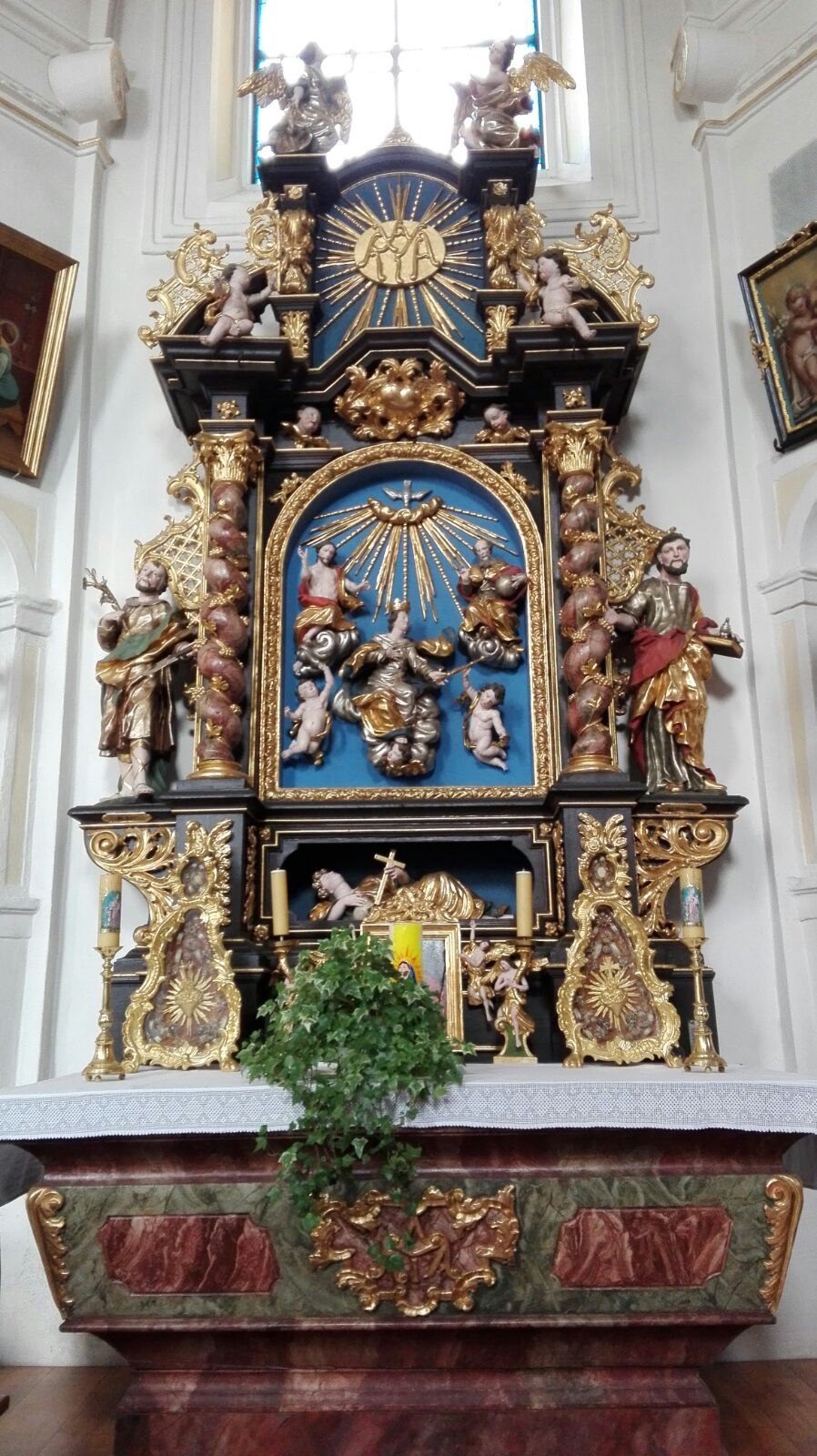
Marienaltar
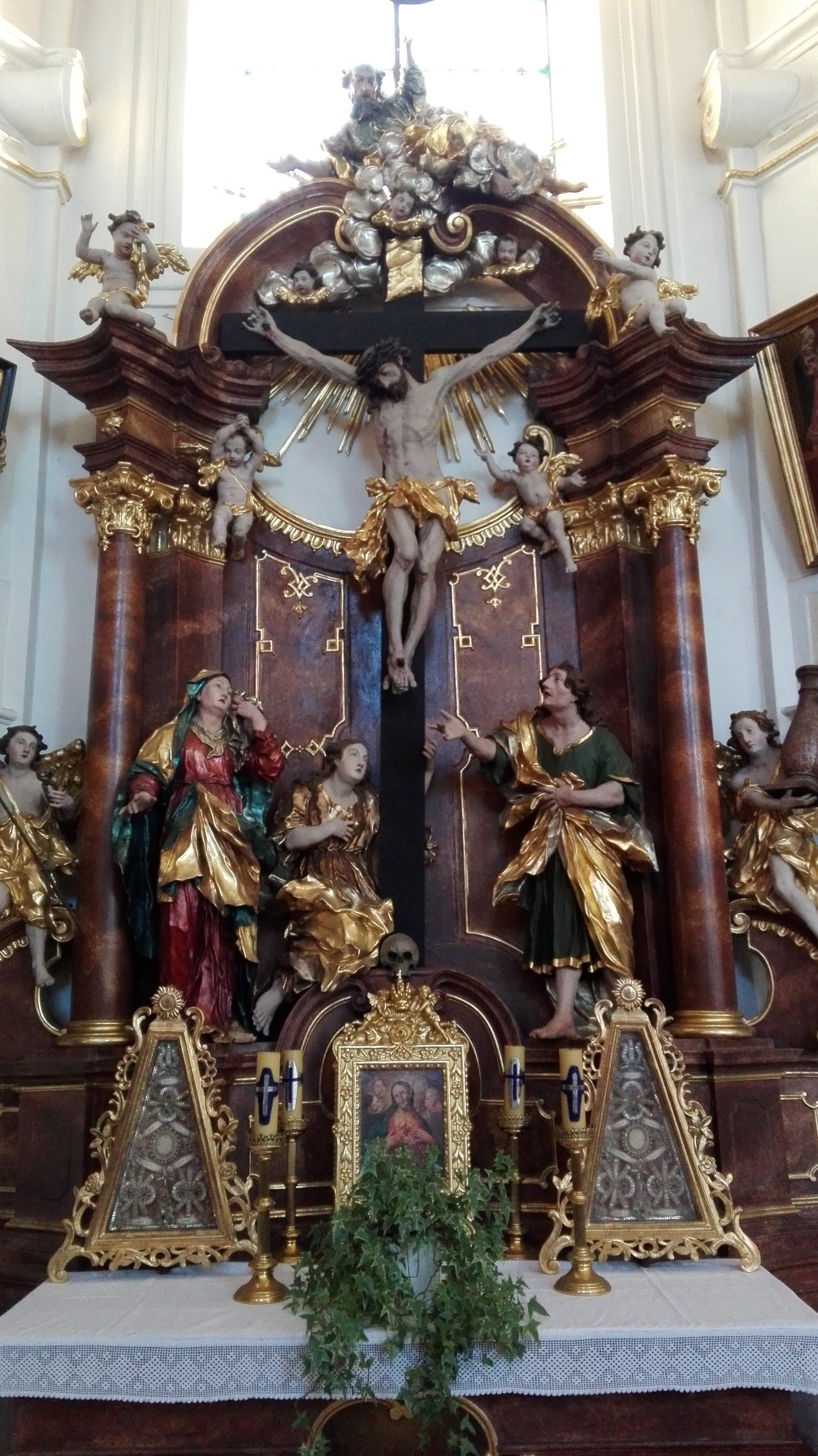
Kreuzaltar
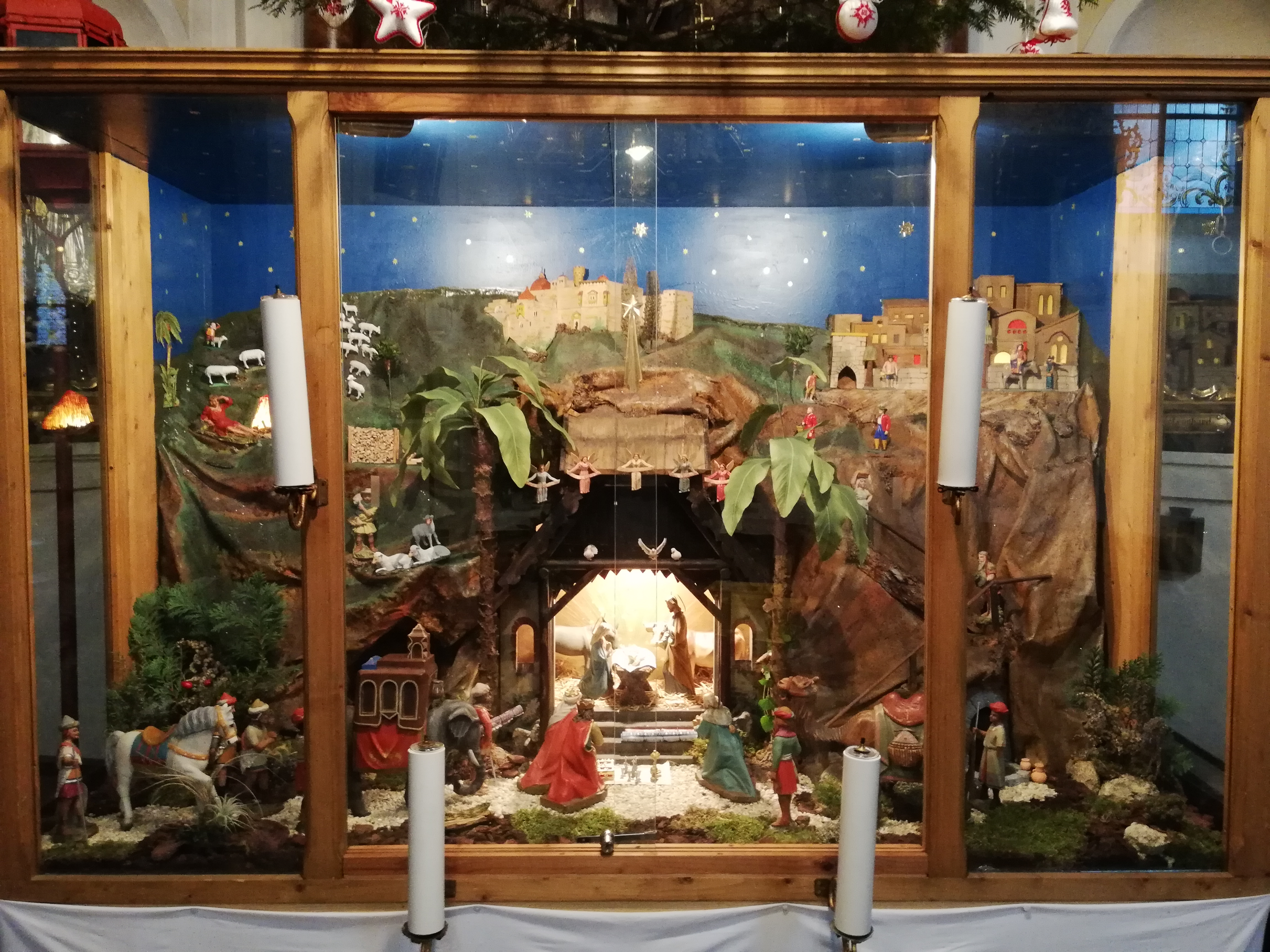
Weihnachtskrippe
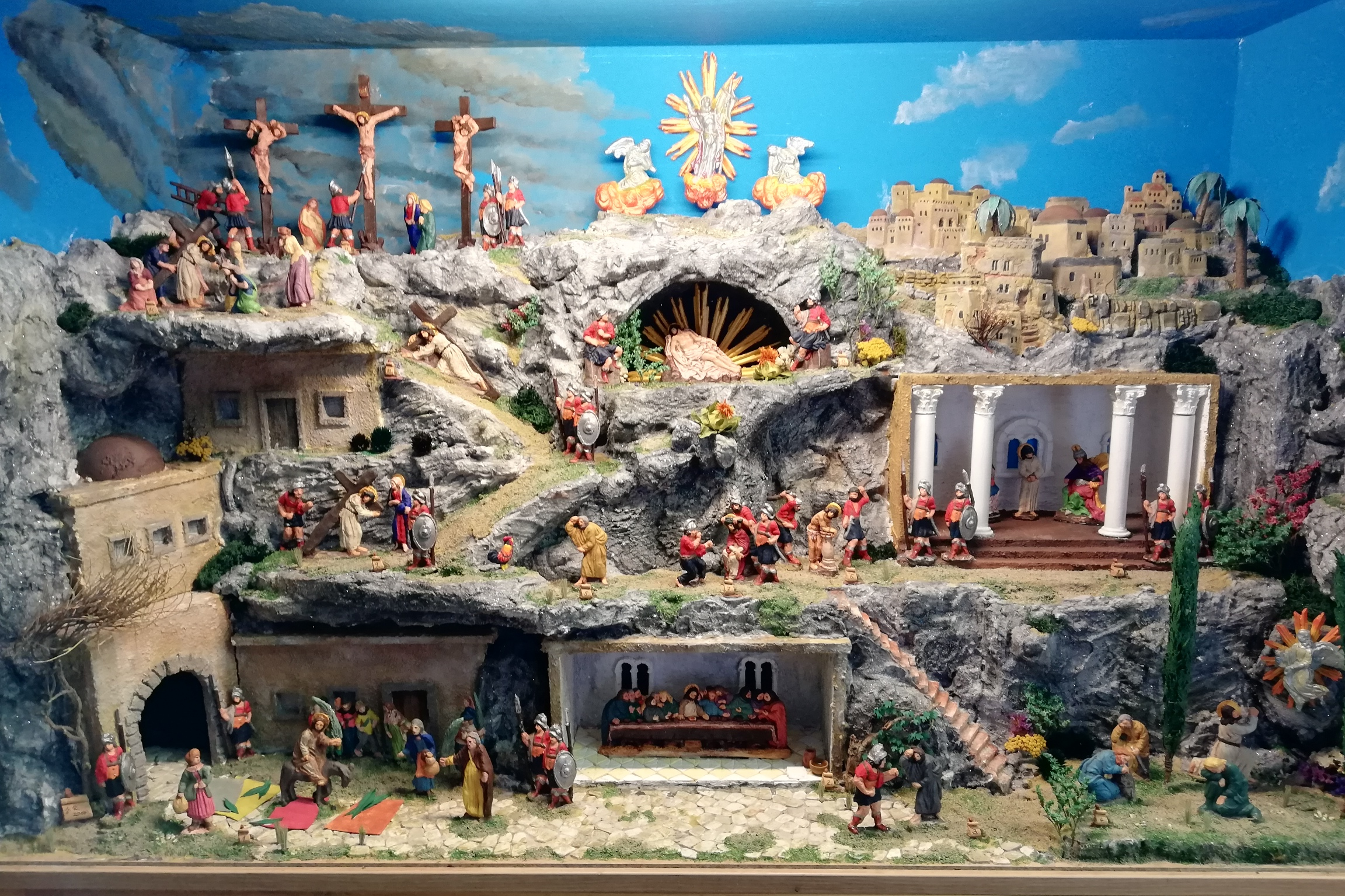
Fastenkrippe
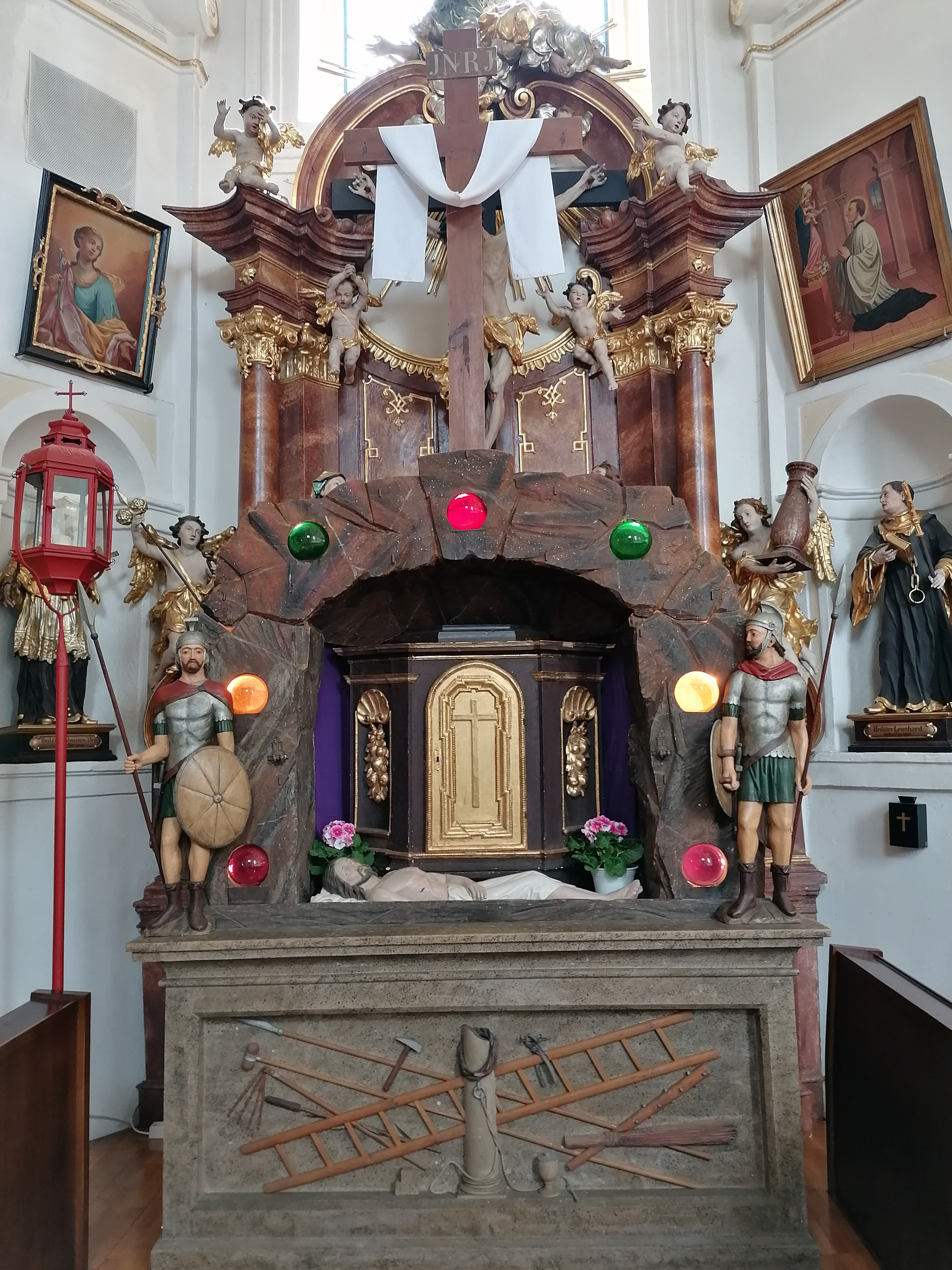
Heiliges Grab

## Wand- und Deckengemälde
Die ältesten Malereien in der Kirche sind zwei auf Stein gemalte spätgotische Engel aus der Zeit um 1510 an der Nordseite des Chores zwischen der Spitzbogenarkade und einem Strebepfeiler, die zu einem Sakramentshaus gehört haben.
1904/1905 wurde das Gotteshaus durch den Kirchenmaler Petrus Helminger neu ausgemalt, da die ursprünglichen Barockfresken schadhaft geworden waren. Neben vier Heiligendarstellungen im Chorraum wurden in den fünf Jochen des Langhausgewölbes in Stuckrahmungen zwischen reicher Akanthusmalerei von Ost nach West folgende Bilder angebracht:
- Verkündigung der Geburt Johannes’ des Täufers an Zacharias
- Johannes als Junge mit Lamm und Kreuzstab mit der Aufschrift „Ecce Agnus Dei“
- Heilig-Geist-Loch, umgeben von den Evangelistensymbolen
- Predigt Johannes’ des Täufers
- Enthauptung Johannes’ des Täufers

Im Rahmen der Kirchenrenovierung in den Neunzigerjahren des vergangenen Jahrhunderts konnte in der westlichsten Fensterlaibung der Nordwand ein Rest der einstigen Barockmalerei freigelegt werden.
Auf Initiative von Pfarrer Josef Perndl wurden 1947 in der „Andreaskirche“ drei in der Gegend einzigartige Wandmalereien in Sgraffito-Technik von Maler Alfred Stifter angefertigt. An der Westwand ist eine bäuerliche Szene aus der Pfarre zu sehen. Das große Bild an der Nordwand zeigt die Hochzeit zu Kana in einer heimatlichen Gaststube, das kleinere hingegen die an die Rückkehr des verlorenen Sohnes erinnernde Heimkehr eines Soldaten aus dem Krieg.

## Glocken
Das Geläute der Pfarrkirche St. Johann am Wimberg bestand ursprünglich aus drei Glocken. Da die Glocken beim Ortsbrand am 11. April 1783 geschmolzen waren, wurde zunächst das Glöcklein der Kapelle auf dem Hansberg in die Pfarrkirche überstellt. 1784 wurden schließlich vier neue Glocken vom Linzer Glockengießer Johann Michael Zöchbaur gegossen. Die zweite und dritte Glocke mussten bereits 1835 von Glockengießer Johann Hollederer in Linz umgegossen werden, die vierte Glocke 1895 von Ignaz Hilzer in Wiener Neustadt.
Da mit Ausnahme der Zügenglocke (Sterbeglocke) im Ersten Weltkrieg alle Glocken abgeliefert werden mussten, wurde 1922 eine neue Wandlungsglocke mit 520 mm Durchmesser, 97 kg Gewicht und dem Schlagton fis2 in der Glockengießerei St. Florian gegossen. 1923 wurde das Fünfergeläute mit drei Stahlglocken der Glockengießerei Böhler aus dem Jahr 1919, welche der Pfarre Tumeltsham samt Armatur um 13.000.000 Österreichische Kronen abgekauft wurden, wieder vervollständigt.
Die neue Wandlungsglocke fiel 1941 dem Zweiten Weltkrieg zum Opfer und wurde bis heute nicht ersetzt. Seither wird die Zeichenglocke für diese Funktion verwendet. Die alte Sterbeglocke musste 1947 aufgrund eines Sprunges in der Glockengießerei St. Florian umgegossen werden. Sie erhielt dabei ein Relief des Auferstandenen. Die Vorlage wurde von Pfarrer Josef Perndl eigenhändig angefertigt.
| Nr. | Bezeichnung   | Gussjahr | Gießerei und Gussort                                         | Durchmesser | Masse     | Nominal | Bild |       |
| --- | ------------- | -------- | ------------------------------------------------------------ | ----------- | --------- | ------- | ---- | ----- |
| 1   | Zwölferin     | 1919     | Böhler, Kapfenberg                                           | 1000 mm     | 480 kg    | d2      |      |       |
| 2   | Elferin       | 1919     | Böhler, Kapfenberg                                           | 800 mm      | 260 kg    | f2      |      |       |
| 3   | Zeichenglocke | 1919     | Böhler, Kapfenberg                                           | 600 mm      | 160 kg    | a2      |      |       |
| 4   | Sterbeglocke  | 1947     | Oberösterreichische Glocken- und Metallgießerei, St. Florian | 410 mm      | ca. 50 kg | h2      |      | [ 7 ] |

Die Elferin erklingt täglich um 11:00 Uhr zum profanen Elfuhrläuten, das früher das Signal zum Einheizen des Ofens gab. Zum Angelusläuten um 12:00 Uhr und 20:00 Uhr (im Winter um 18:00 Uhr) läutet die Zwölferin. Im Anschluss an das Abendläuten erklingt die Sterbeglocke zum Gedenken an die Verstorbenen. Donnerstags nach dem Abendläuten wird das Angstläuten zur Erinnerung an Christi Todesangst am Ölberg durch die Elferin durchgeführt. Die Todesstunde Jesu am Freitag um 15:00 Uhr wird wiederum durch das Geläute der Zwölferin angezeigt.
Zum Viertelläuten vor Gottesdiensten wird die Zwölferin betätigt. Unmittelbar zu Messbeginn ertönt das Vollgeläute der Glocken 1 bis 3.

## Orgel

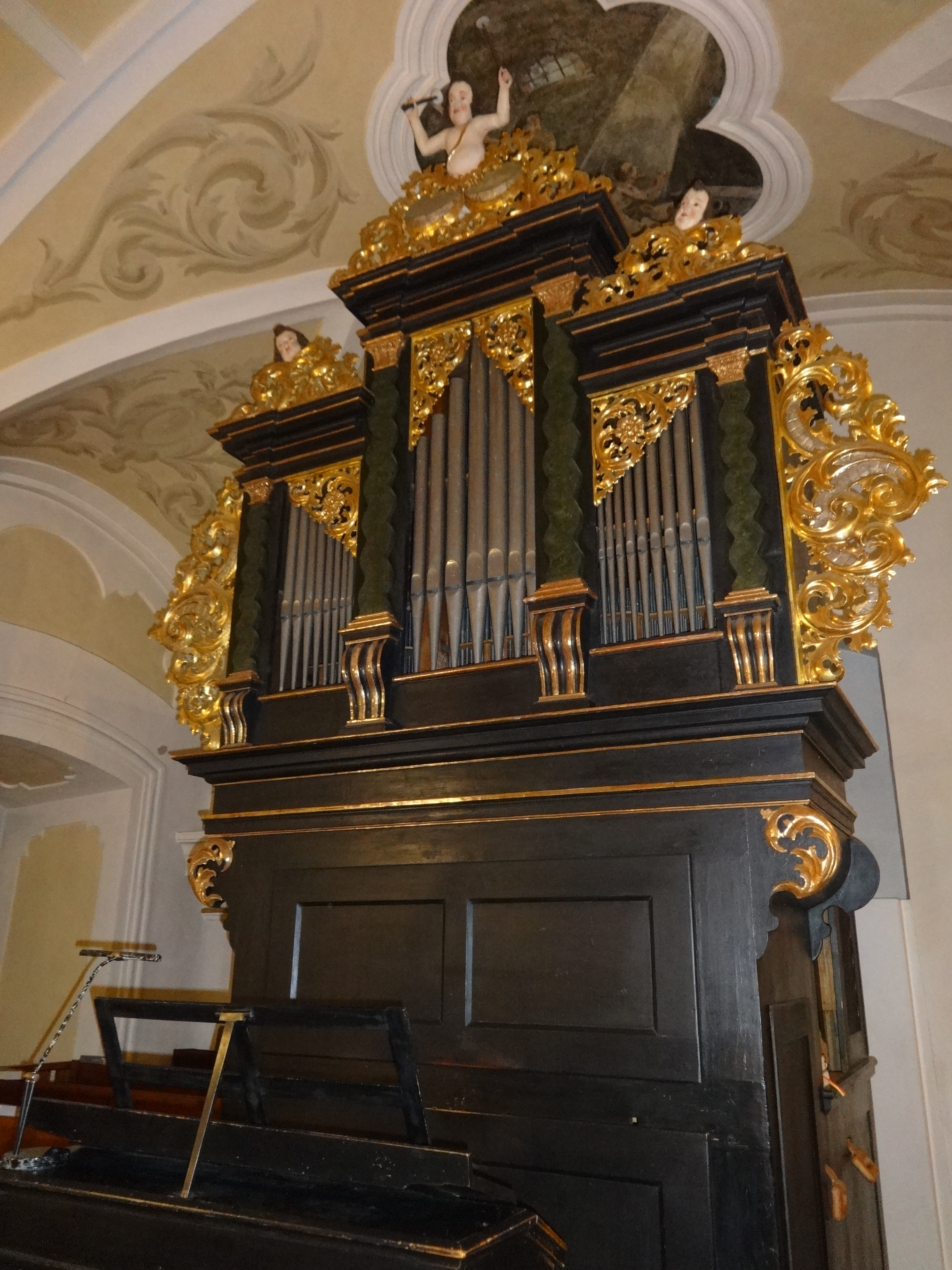
Orgel

Die barocke Empore birgt eine bemerkenswerte Orgel, deren heutiger Aufbau auf drei verschiedene Bauetappen zurückgeht, weshalb sie als wertvolle Denkmalorgel gilt. Ursprünglich gegen Ende des 17. Jahrhunderts ohne Pedal errichtet, wurden Pfeifenwerk und Manualwindlade 1771 erneuert. In der ersten Hälfte des 19. Jahrhunderts wurden schließlich der jetzige Spieltisch angebaut und die Orgel um ein Pedalwerk erweitert. Diese qualitativ hochwertig ausgeführte Erweiterung fügt sich stilistisch hervorragend ein. Der gewachsene Zustand wurde deshalb bei der Orgelrestaurierung von 1983 beibehalten. Eine unpassende Balganlage aus der Nachkriegszeit wurde hingegen durch zwei Keilfaltenbälge nach historischem Muster ausgetauscht.
| Manual C–c3, 45 Töne |       |
| Koppel               | 8′    |
| Principal            | 4′    |
| Flauta               | 4′    |
| Quinta               | 2 ⁄3′ |
| Octav                | 2′    |
| Mixtur 3-fach        | 1′    |

| Pedal C–a, 12 Töne |     |
| Subbass            | 16′ |
| Oktavbass          | 8′  |